# Шикарпур
Шикарпу́р (синдхи شِڪارپوُرُ, урду شکارپور‎) — город в Пакистане, центр одноимённого округа в провинции Синд. Расположен в 29 км к западу от реки Инд и в 37 км к северо-западу от г. Суккур.
Город известен производством различных сладостей. Здесь есть фабрики по производству хлопка, тканей и гончарных изделий и рынки для их продажи. В Пакистане Шикарпур иногда называют Восточным Парижем из-за его архитектуры и парфюмерной промышленности.

## История

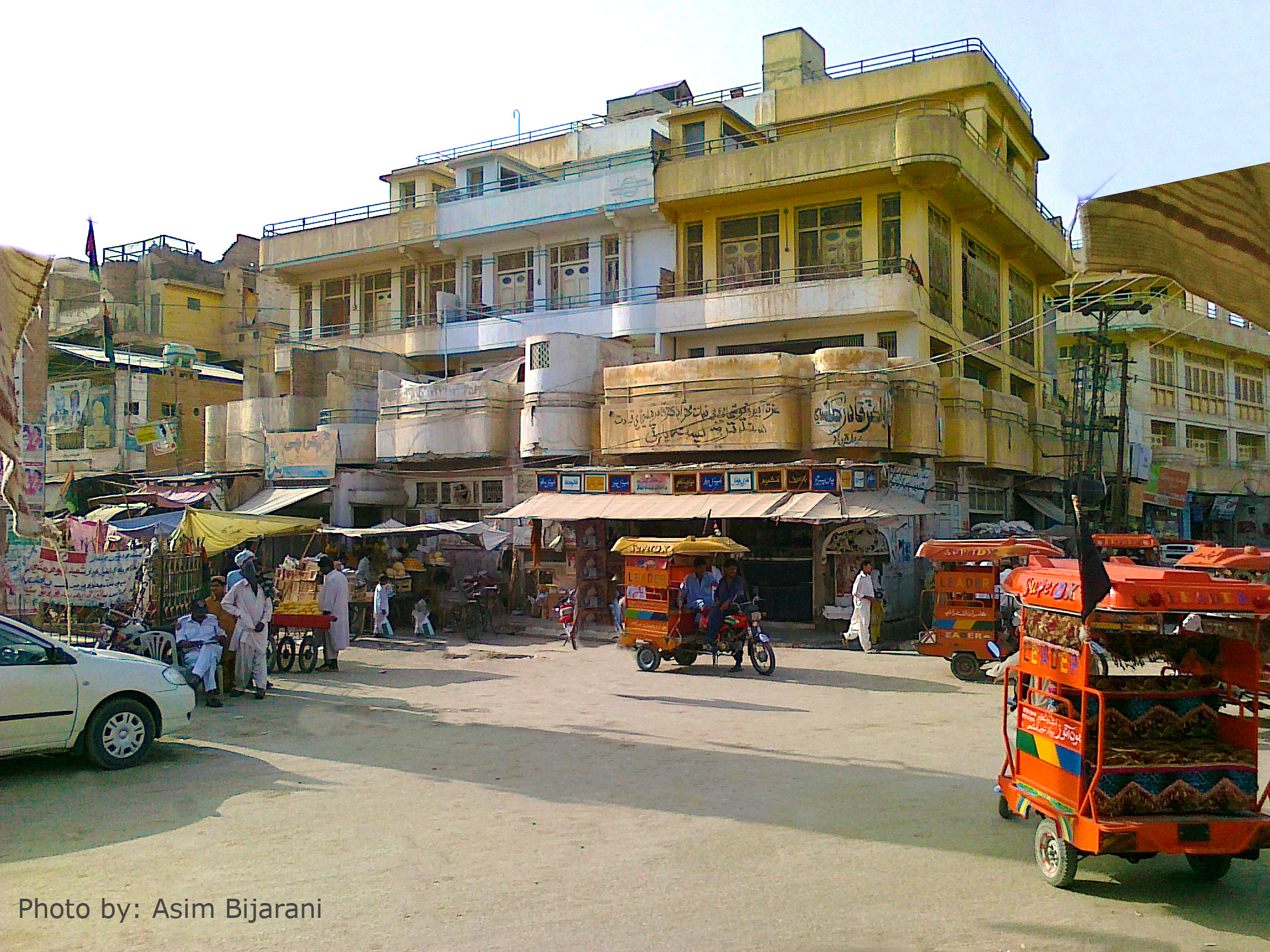
Ресторан и отель «Диван»

Шикарпур — местный культурный, торговый и экономический центр; своё значение он приобрёл благодаря своему стратегическому положению: сюда попадали все, кто прибывал из Средней и Западной Азии через Боланский проход. В начале XVII века город превратился в крупный торговый центр на караванных тропах, ведущих через Боланский проход в Афганистан. В городе возникли различные виды производства и ремёсел, включая производство товаров из меди и чёрных металлов, ковров, хлопковых тканей и изделий с вышивкой. В городе расположен огромный крытый базар (крытый из-за летнего зноя), известный во всём Туркестане и Южной Азии. Торговые связи Шикарпура получили распространение вплоть до Женевы, Рима, Ирана, Ирака, Самарканда, Суматры, Японии, Бирмы, Гонолулу и т. д. В городе расположено отделение Банка Азии, через которое проходят многие из внешнеторговых сделок.

## География
Площадь городского округа Шикарпур составляет 2640 км². В округ, помимо собственно Шикарпура входят города Лакхи, Гархи-Ясин и Кханпур. Округ граничит с округами Ларкана, Джейкобабад, Хайрпур и Суккур. В городе пересекаются две национальные автотрассы (№ 65 и № 55), так что город нередко называют «центром четырёх провинций».

## Население

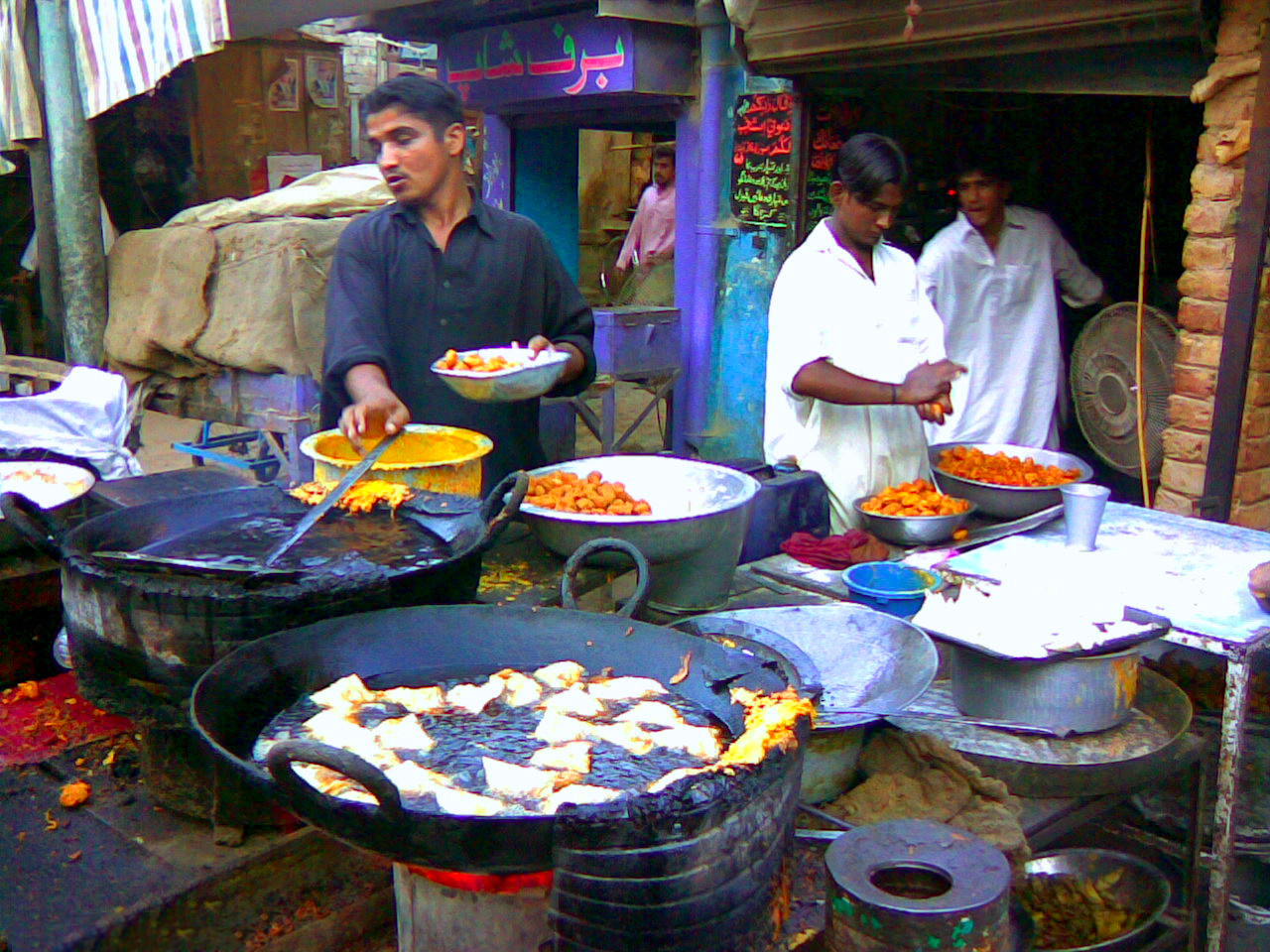
Приготовление самосы под открытым небом.

Население по оценке 2010 года — 177 682 чел. (по переписи 1998 года — 133 259, по переписи 1981 — 88 138). Религиозный состав чрезвычайно однороден: 98,03 % исповедуют ислам, индуизм — 1,80 %, христианство — 0,09 %, остальные — 0,09 %. Большинство населения разговаривает на языке синдхи — 95,77 %. Остальные языки распространены гораздо меньше: урду — 1,81 %, белуджский — 1,01 %, пенджабский — 0,24 %, пушту — 0,22 %, остальные — 0,96 %.

## Разное
В 2007 году в городе произошёл трагический инцидент, когда оборванная линия электропередачи упала на безбилетников, ехавших на крыше поезда Джейкобабад — Шикарпур; в результате погибли 15 человек и более 60 получили ранения.

## Известные уроженцы
- Сами (1743—1850) — индо-пакистанский суфийский поэт.